# 香港輔助警察隊總部

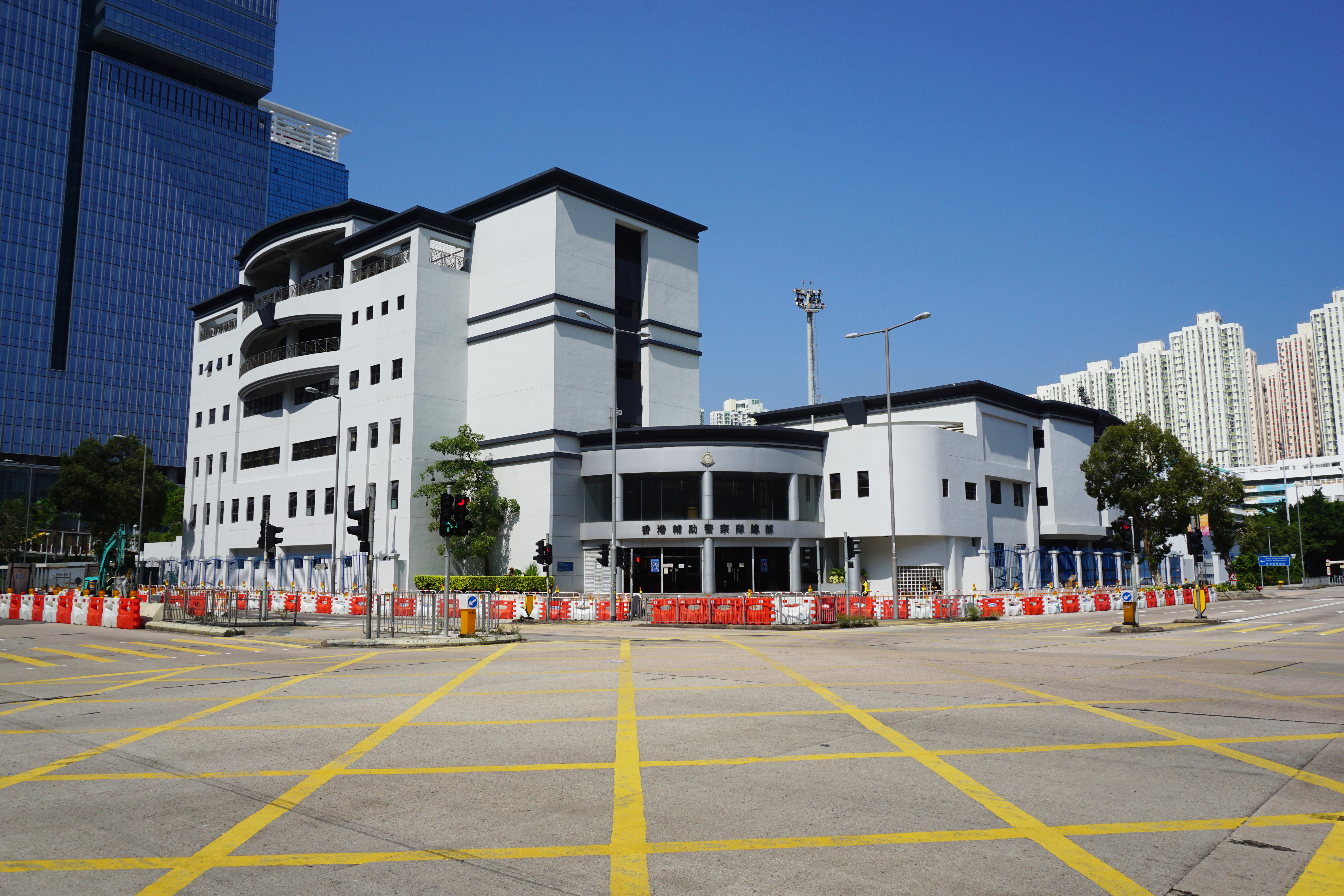
香港輔助警察隊總部

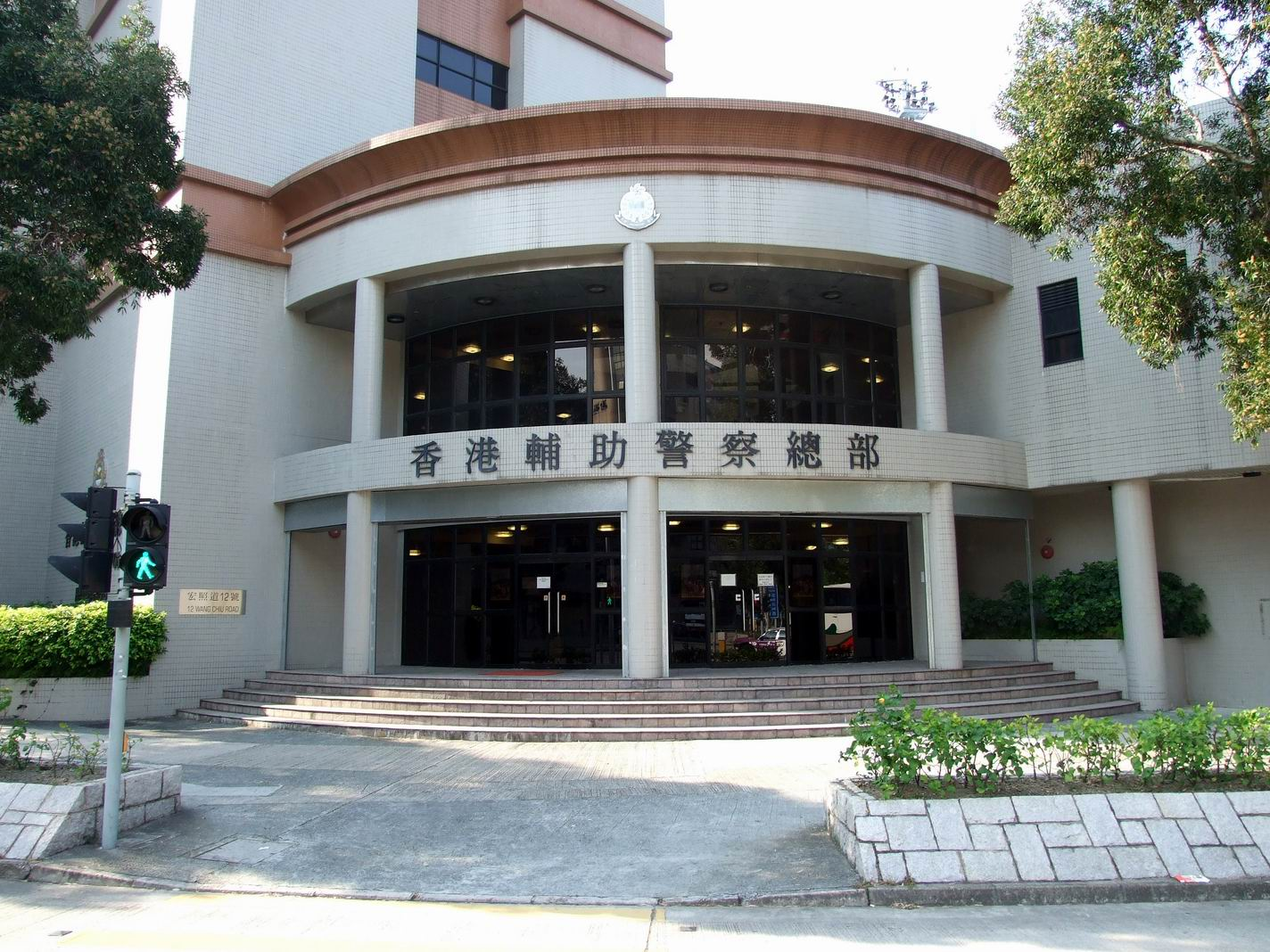
外牆翻新前的總部

香港輔助警察隊總部（英語：Hong Kong Auxiliary Police Headquarters）為香港輔助警察隊的總部，位處於香港九龍觀塘區九龍灣宏照道12號。於2013年，香港輔助警察隊總部有195名警務人員駐守。

## 歷史
初期，香港輔助警察隊借用辦公室作為臨時總部。1964年，香港輔助警察隊總部遷至遴近香港島中西區添馬艦的舊香港政府船塢內，當年許多舊船廠大廈都成為了正規警察的總部辦公室，包括通訊科及交通總部等，輔助警察隊則佔用大廈內其中一個單位。
1970年代，香港輔助警察隊總部遷至灣仔填海區，位置與今香港演藝學院相若；1980年代初期，遷往啟德機場東側的前皇家空軍基地；約1990年代中期，永久遷進位於九龍灣的現址（約30年前）。

## 建築
香港輔助警察隊總部的設計完善，符合各種警務用途。包括操場、教室、槍械庫、軍營設施及辦公室等。設計全由一名輔助警察精心設計，以及出力出資建造──周湛樵。周湛樵生於著名的富商周永泰家族，可是他並沒有繼承家業，更是力排眾議，無懼艱辛及危險，毅然投身加入警隊。周湛樵本為正規的警務督察，於1967年六七暴動護送訪問香港的英聯邦事務部次官石寶德期間，在灣仔被炸彈襲擊受傷；自始驅使他成為一名爆炸品處理課拆彈專家，後來辭去正規警察職務，轉而成為輔助警察，最終晉升至總監職級。